# Kurt Zips
Kurt Zips (* 3. August 1922 in Wien; † 24. August 1988 in München) war ein österreichischer Schauspieler und Synchronsprecher.

## Leben
Der Sohn eines Wiener Schulrats absolvierte nach dem Abitur von 1942 bis 1944 das Max Reinhardt Seminar. Er gab sein Debüt 1945 an der Vorarlberger Landesbühne Bregenz.
Es folgten Engagements am Städtetheater Tübingen-Reutlingen (1947 bis 1950), am Deutschen Theater Göttingen (1950 bis 1955) und am Staatstheater Kassel (1955 bis 1959). Danach arbeitete er am Bayerischen Staatsschauspiel, an den Münchner Kammerspielen, am Deutschen Schauspielhaus in Hamburg und bei den Salzburger Festspielen.
Kurt Zips spielte ab 1949 in zahlreichen Filmen und TV-Produktionen mit, meistens humorvolle Charaktere, so in Pippi außer Rand und Band (1970), Graf Yoster gibt sich die Ehre (1970), dem Mehrteiler Die Powenzbande (neben Gustav Knuth) (1973) oder auch Zwei himmlische Töchter (1978) (neben Ingrid Steeger). Einen Kurzauftritt als Schauspieler hatte Zips in dem Sergio-Leone-Film Für ein paar Dollar mehr.
Auffallend war Kurt Zips’ hohe, piepsige Stimme, die ihn jedoch zu einem begehrten Synchronsprecher machte. Sie prädestinierte ihn hauptsächlich für viele Rollen in Zeichentrickfilmen, beispielsweise als Alexander die Maus in Die Biene Maja, Wikinger Ulme in Wickie und die starken Männer, Dr. Honigtau Bunsenbrenner in der Muppet Show oder als Elmer Fudd in Bugs Bunny, oder als Sprecher in Doctor Snuggles. Kurt Zips war auch in der Zeichentrickserie Nils Holgersson zu hören, in der er die Wildgans Lasse sprach. Zips synchronisierte auch Schauspieler, so zum Beispiel Hervé Villechaize in Der Mann mit dem goldenen Colt oder den Balok in der Raumschiff-Enterprise-Folge Pokerspiele. Eine seiner letzten Synchronrollen war 1986 in Asterix bei den Briten der Wirt in der Gaststätte "Zum lachenden Wildschwein".

## Persönliches
Kurt Zips war mit der Schauspielerin Maria Car (* 1923; † 1975) verheiratet. Zips starb am 24. August 1988 in München drei Wochen nach seinem 66. Geburtstag, seine Grabstätte befindet sich auf dem Friedhof in München-Haidhausen.

## Filmografie (Auswahl)
- 1952: Der Tag vor der Hochzeit
- 1960: Der liebe Augustin
- 1961: Geliebte Hochstaplerin
- 1961: Jack Mortimer (Fernsehfilm)
- 1961: Der jüngste Tag
- 1962: Einen Jux will er sich machen
- 1962: Das schwarz-weiß-rote Himmelbett
- 1963: Moral 63
- 1963: Piccadilly null Uhr zwölf
- 1964: Erzähl mir nichts
- 1965: Für ein paar Dollar mehr
- 1965: Tante Frieda – Neue Lausbubengeschichten (Kellner Gustav)
- 1965: Gewagtes Spiel (Fernsehserie, Episode: „Das zweite Gesicht“)
- 1966: Italienische Nacht
- 1966: Üb immer Treu nach Möglichkeit (Fernsehserie, Episode: „Dies Bildnis ist bezaubernd schön“)
- 1967: Das Kriminalmuseum (Fernsehserie, Episode: „Teerosen“)
- 1967: Kurzer Prozeß
- 1967: Die seltsamen Methoden des Franz Josef Wanninger (Fernsehserie, Episode: „Blüten aus den Isarauen“)
- 1967: Der Paukenspieler
- 1967: Umsonst
- 1968: Madame Legros
- 1969: Ein Dorf ohne Männer
- 1969: Ende eines Leichtgewichts
- 1970: Die Weibchen
- 1970: Pippi außer Rand und Band
- 1970: Graf Yoster gibt sich die Ehre (Fernsehserie, Episode: „Die Ritter vom Schlüssel“)
- 1970: Wenn die tollen Tanten kommen
- 1971: Das falsche Gewicht
- 1972: Hoopers letzte Jagd (TV-Zweiteiler)
- 1972: Galgentoni
- 1972: Der Graf von Luxemburg
- 1973: Nichts als Erinnerung
- 1973: Die Abenteuer des Monsieur Vidocq (Fernsehserie, 1 Folge)
- 1974: Im Auftrag von Madame in Folge: „Gespenst zu verkaufen“
- 1975: Tatort in Folge: Der Mann aus Zimmer 22
- 1975: Derrick (Fernsehserie, Episode: „Alarm auf Revier 12“)
- 1977: Die Unternehmungen des Herrn Hans (Fernsehserie, 17 Folgen)
- 1977: Aufforderung zum Tanz
- 1977: Die Jugendstreiche des Knaben Karl als Zitzelsberger
- 1978: Zwei himmlische Töchter (Fernsehserie, Episode: „Eine Show durch Europa“)
- 1978: Das fünfte Gebot
- 1979: Die unsterblichen Methoden des Franz Josef Wanninger (Fernsehserie, Episode: „Hausmusik“)
- 1980: Glaube Liebe Hoffnung
- 1980: Land, das meine Sprache spricht
- 1981: Der Mann im Pyjama
- 1982: Büro, Büro (Pförtner)
- 1982: Kottan ermittelt (Fernsehserie, Episode: „Kansas City als Bademeister“)
- 1983: Der Androjäger (Fernsehserie, Episode: „Baue nie ein Tier zum Scherz“)
- 1983: Der Androjäger (Fernsehserie, Episode: „Die Brille im Nacken“)
- 1985: Tatort, Folge: „Baranskis Geschäft“
- 1986: Tatort, Folge: „Riedmüller, Vorname Sigi“
- 1989: Die Hausmeisterin (Fernsehserie, Episode: „Mir geht's gut, auch wenn's mir schlecht geht“)